# Рянгина, Серафима Васильевна
Серафима Васильевна Рянгина (1891—1955) — русский и советский живописец (художница), заслуженный деятель искусств РСФСР (1955).

## Биография

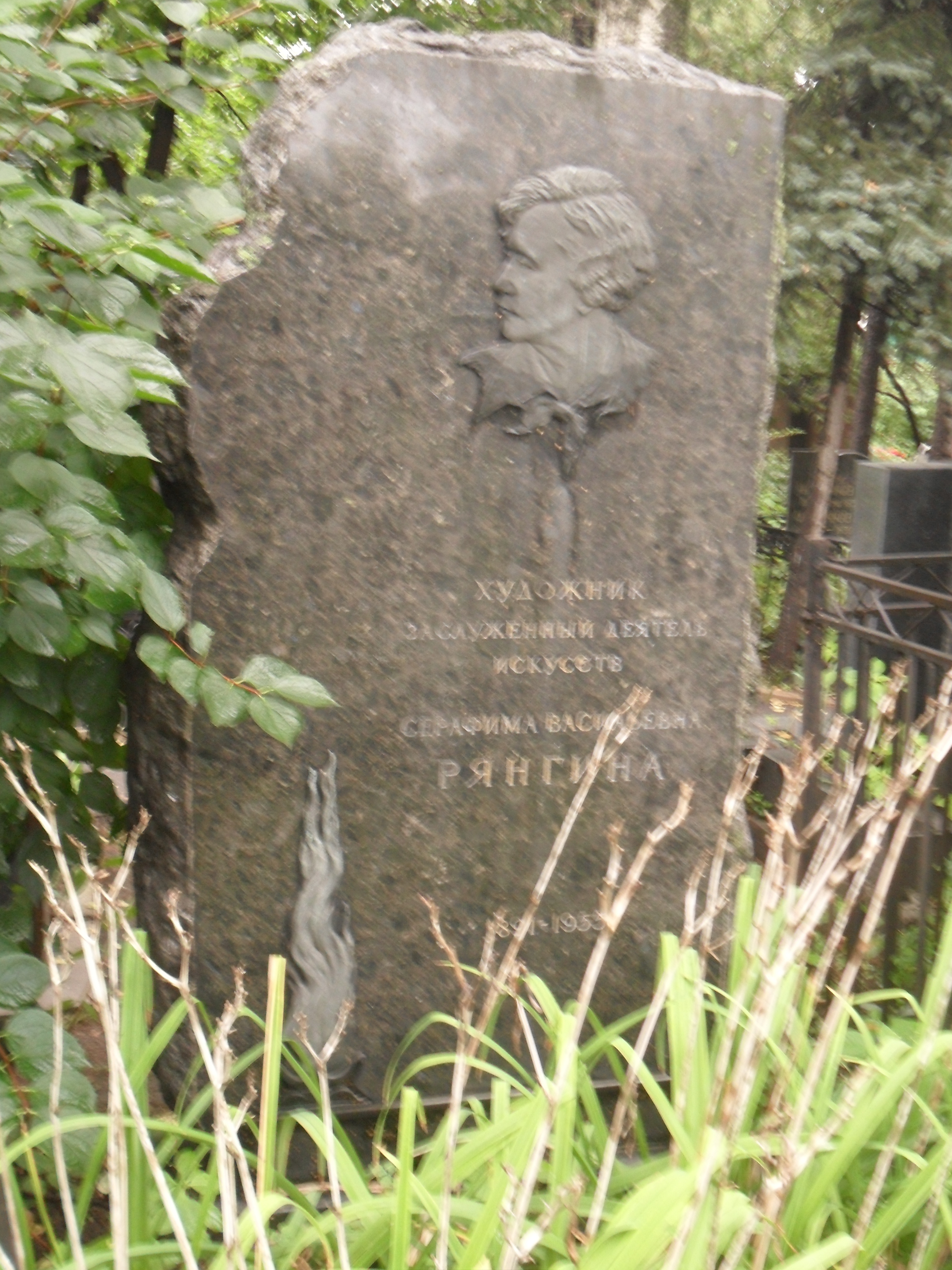
Могила Рянгиной на Новодевичьем кладбище Москвы.

Родилась 13 февраля (25 февраля по новому стилю) 1891 года в Петербурге.
Училась в Петербурге в студии Я. Ф. Ционглинского (1910—1912) и в Академии художеств (1912—1918 и 1921—1923) у Д. Н. Кардовского.
Жила в Москве (с 1923 года). Член АХРР (с 1924 года).
Умерла 16 июня 1955 года в Москве. Похоронена на Новодевичьем кладбище (автор надгробия Н. Г. Зеленская).
Муж — Карпов, Степан Михайлович (1890—1929) — русский и советский художник.

## Работы
Картины Рянгиной, во многом связанные с традициями русской жанровой живописи, посвящены труду и жизни простых советских людей. Главный мотив творчества художницы — бытовые картины на сюжеты современной ей жизни. Писала она также портреты, пейзажи, натюрморты.
Произведения:
- «В мастерской художника», «Обед рабочего» (оба — 1927), «Рабочий-изобретатель» (1929), «Подруги» (1945) — все в Третьяковской галерее;
- «Всё выше!» (1934) — в Киевском музее русского искусства.

Некоторые работы Рянгиной хранятся в Оренбургском музее изобразительных искусств.